# مسجد دار الآغة
مسجد دار الآغة هو مسجد تونسي قديم، لم يعد له أثر، كان يقع شمال مدينة تونس العتيقة.

## الموقع
كان يقع في نهج الآغة، أحد أنهج المدينة العتيقة.

## التسمية
تعود التسمية إلى آغة الوجق، وهو لقب مدني وعسكري كان مستعملا في عهد الدولة العثمانية، كان له دار في هذا النهج.

## التاريخ
لا يوجد الكثير من المعلومات بخصوص تأسيسه لكن المعروف أن آخر من سكن في الدار من الأغوات هو أبو العباس أحمد الكبير، وهي اليوم دار أبناء شيخ الإسلام أحمد بن خوجة.